# Excelsior (cruise-ferry)
Pour les articles homonymes, voir Excelsior.
L’Excelsior est un cruise-ferry construit de 1997 à 1999 par le chantier Fincantieri Sestri de Gênes pour l'armateur Grandi Navi Veloci. Mis en service en mai 1999, il est le sister-ship de l’Excellent inauguré un an auparavant. Déployé à l'origine sur la desserte de la Sardaigne depuis l'Italie continentale, il navigue aujourd'hui sur les liaisons vers la Sicile ou le Maroc selon la période.

## Histoire

### Origines et construction
Après le succès des sister-ships Majestic et Splendid en 1993 et 1994 et du Fantastic en 1996, l'armateur italien Grandi Navi Veloci s'impose comme référence sur les lignes entre l'Italie continentale, la Sicile et la Sardaigne. En 1997, la compagnie commande deux nouveaux cruise-ferries les sister-ships Excellent et Excelsior. Les plans des nouveaux navires font état d'une version améliorée du Fantastic, plus longs d'environ 14 mètres et dotés d'une capacité nettement supérieure. Afin de gagner du temps la compagnie fait construire les sister-ships au sein de deux chantiers différents.
La construction de l’Excelsior débute le 27 juin 1997 aux chantiers Fincantieri Sestri de Gênes avec la pose de la quille. Le lancement a lieu le 17 janvier 1999. Il est finalement livré à GNV le 7 mai 1999.

### Service
L’Excelsior effectue son voyage inaugural le 15 mai 1999 entre Gênes et Porto Torres en Sardaigne. Le navire sera par la suite affecté aux autres lignes de la compagnie vers la Sicile ou la Sardaigne selon les périodes.
En mars 2011, le cruise-ferry est utilisé par le gouvernement italien pour transporter des migrants africains (principalement des libyens) depuis l'île de Lampedusa à destinations de Naples ou d'autres ports italiens. Une fois sa mission terminée en juillet, l’Excelsior est placé sur la ligne Gênes - Barcelone - Tanger.
En décembre 2012, des négociations entre Grandi Navi Veloci et la Société nationale maritime Corse-Méditerranée (SNCM) pour l'affrètement d'une unité de la flotte de la compagnie italienne débutent. En effet, le 27 octobre 2012, le Napoléon Bonaparte, navire-amiral de la compagnie française, est victime d'une grave avarie le rendant temporairement indisponible, et doit être remplacé pour la saison estivale qui s'annonce. La SNCM retient finalement son attention sur l’Excelsior.
Parti la veille en soirée de Gênes, l’Excelsior arrive pour la première fois à Marseille le 4 février 2013 au matin. Le voyage, sous pavillon italien, est effectué sous la responsabilité de l’équipage de GNV et une équipe de la SNCM, composée du futur état major, est également à bord. Après une journée d’inspection du navire, le contrat d’affrètement entre les deux armateurs est signé le 5 février, l’Excelsior est alors affrété pour une durée de dix-neuf mois. Avant sa mise en service, le cruise-ferry est repeint aux couleurs de la SNCM. 
Le 23 février, l’Excelsior, encore sous pavillon italien mais avec un équipage SNCM, appareille à 20h45 de Marseille pour Tunis à l’occasion de son premier voyage pour la compagnie. Après un retard pris en raison de problèmes administratifs liés à sa francisation, l’Excelsior entame son service régulier à compter du 19 avril. Il touche pour la première fois la Corse le lendemain en accostant à Ajaccio à 7h30.
Le navire passe sous pavillon français le 19 mai. 
Durant les saisons estivales 2013 et 2014, le cruise-ferry est affecté à la desserte de la Corse et effectue quelques traversées à destination de la Sardaigne, de la Tunisie et de l'Algérie.
Le 23 septembre 2014, l’Excelsior arrive à Marseille en provenance de Tunis pour sa dernière traversée pour le compte de la SNCM.
Le navire retrouve les couleurs de GNV en octobre 2014 après un passage en cale sèche à Gênes, il reprend par la suite les traversées de la compagnie italienne à destination de l'Espagne et du Maroc.
Lors de son arrêt technique d'avril à juin 2016, l’Excelsior se voit doté d'une contre-carène afin d'améliorer sa stabilité, ce qui augmente alors sa largeur et son tonnage. Le navire reçoit également au cours de cet arrêt la nouvelle livrée de GNV peinte en lettres géantes sur la coque.
Depuis 2016, le cruise-ferry est affecté à la desserte de la Sicile en été et aux autres lignes de la compagnie à destination de la Tunisie ou du Maroc en basse saison.

## Aménagements

### Installations publiques
L’Excelsior propose à ses passagers des installations diverses et variées pendant la traversée principalement situées sur les ponts 6 et 9. Le navire possède deux bars, trois espaces de restauration, une piscine, une boutique, un casino, un centre de bien être, un espace de jeux vidéo, une salle de jeux pour enfants, quatre salons fauteuils et un centre de conférences. certaines de ces installations peuvent parfois être fermées durant les traversées.
Parmi les installations du navire, on retrouve :
- Le Magnifica : Le vaste bar-salon principal situé à la proue du navire sur le pont 6, des divertissements y sont proposés suivant les traversées ;
- La Plaza Arcade : Le piano-bar situé au pont 6 au milieu du navire ;
- Le Beach Cafè : Le bar-piscine situé à la poupe du navire sur le pont 6 ;
- Le Transatlantica : Le self-service du navire situé au milieu sur le pont 6 ;
- L'Espadon : Le restaurant du navire situé à la poupe sur le pont 6 ;
- Le Bazaar Chic : La galerie marchande du navire située au milieu du pont 6 ;
- Le Dream Machine : le casino situé au milieu du pont 6 près du bar salon Plaza Arcade ;
- Les salons fauteuils : Dénommés Roma, Parigi, Londra et Madrid, ils sont situés sur le pont 9 au milieu du navire et sont à la disposition des passagers n'ayant pas de cabines.

### Cabines
L’Excelsior possède 429 cabines situées sur les ponts 7 et 8. Pouvant loger jusqu'à quatre personnes et toutes pourvues de sanitaires complets, 38 d'entre elles sont des suites de luxe.

## Caractéristiques

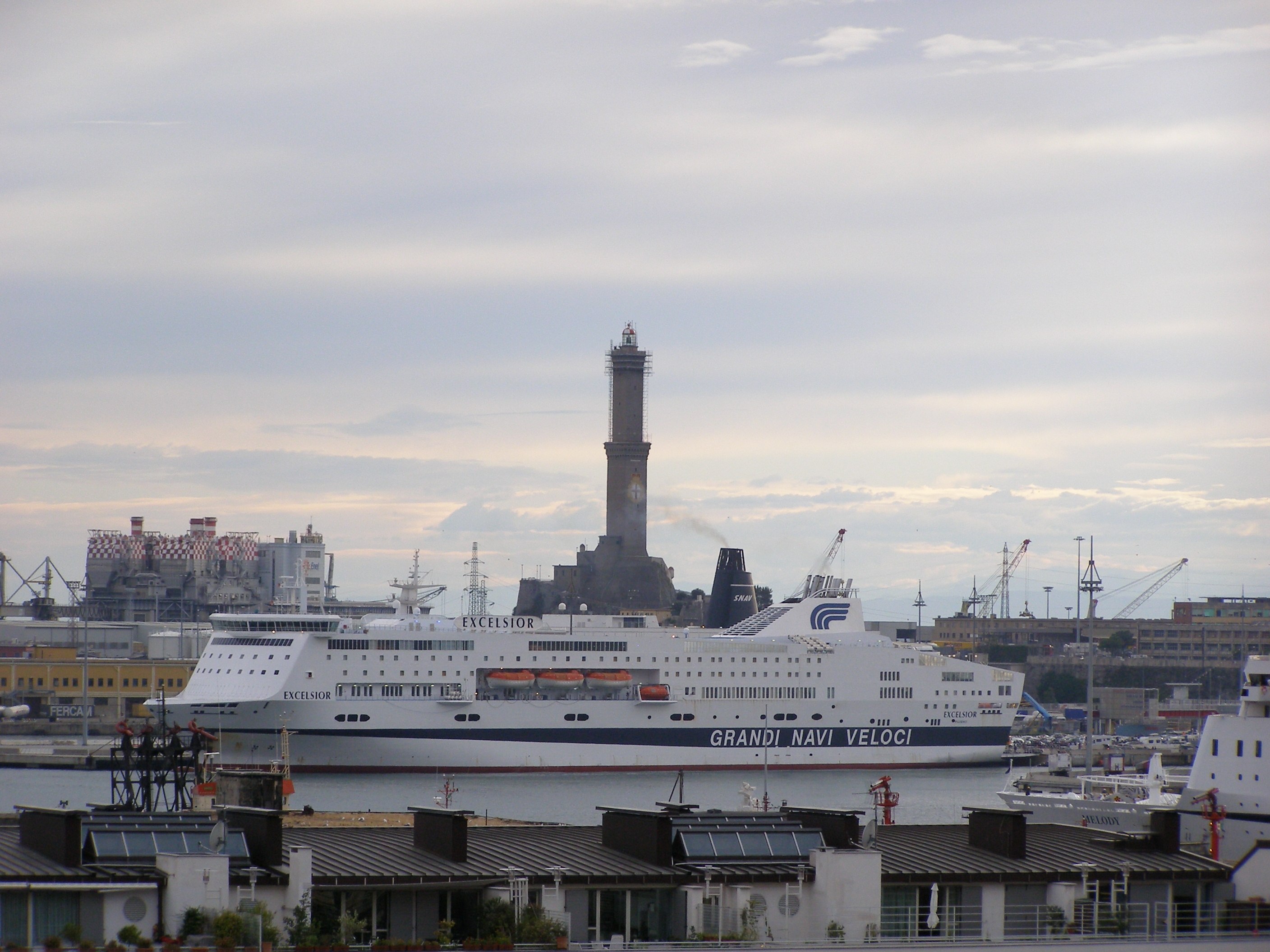
L’Excelsior à Gênes.

L’Excelsior mesure 202,17 mètres de long pour 29,62 mètres de large, son tirant d'eau est de 6,90 mètres. Sa jauge brute est de 40 193 UMS. Le navire peut embarquer 2 253 passagers et possède un garage pouvant contenir 760 véhicules répartis sur 4 niveaux et accessible par trois portes-rampes arrière. Il est entièrement climatisé. Il possède 4 moteurs Diesel semi rapides Sulzer-Wärtsilä de type 8L46A, 8 cylindres en ligne, développant une puissance de 28  960 kW entraînant deux hélices à pales orientables Lips faisant filer le bâtiment à plus de 24 nœuds. Il est en outre doté de deux propulseurs d'étrave et d'un stabilisateur anti-roulis à deux ailerons repliables. Le navire est pourvu de six embarcations de sauvetages fermées de grande taille, de nombreux radeaux de survie, une embarcation de secours et une embarcation semi-rigide complètent les dispositifs de sauvetage.

## Lignes desservies
À sa mise en service en 1999, l’Excelsior effectuait la desserte de la Sardaigne sur la ligne Gênes - Porto Torres. À l'issue de la saison, il est transféré sur la Sicile sur la ligne Gênes - Palerme.
Pour la saison 2000, le navire est de nouveau affecté sur la Sardaigne, cette fois-ci sur la ligne Gênes - Olbia. Comme l'année précédente, il retourne sur Palerme à la fin de la saison.
À la fin de la saison 2003, c'est au départ de Civitavecchia que l’Excelsior dessert Palerme.
À partir de juillet 2011, le navire est positionné sur la ligne internationale entre l'Italie, l'Espagne et le Maroc sur la ligne Gênes - Barcelone - Tanger.
Affrété par la SNCM de février 2013 à septembre 2014, l’Excelsior est principalement affecté aux lignes de la Corse sur les routes Marseille - Ajaccio, Marseille - Propriano, il dessert occasionnellement le port de Bastia, en effet, sa longueur n'est pas adaptée aux dimensions restreintes du port, particulièrement en haute saison. Le navire effectue également des traversées vers la Sardaigne sur la ligne Marseille - Ajaccio - Porto Torres mais aussi vers l'Algérie et la Tunisie au départ de Marseille, et plus rarement de Toulon.
Rendu à GNV en septembre 2014, le navire retrouve son exploitation sur l'axe Gênes - Barcelone - Tanger et réalise quelques traversées entre Sète et le port marocain.
Depuis 2016, l’Excelsior est dévolu aux lignes suivante :
- Gênes - Palerme, de nuit, en saison ;
- Gênes - Barcelone - Tanger, hors saison ;
- Gênes - Tunis, hors saison.